# Gérard Paris-Clavel
 (janvier 2024).
Si vous disposez d'ouvrages ou d'articles de référence ou si vous connaissez des sites web de qualité traitant du thème abordé ici, merci de compléter l'article en donnant les références utiles à sa vérifiabilité et en les liant à la section « Notes et références ».
Gérard Paris-Clavel, né le 2 octobre 1943 à Paris, est un graphiste français, cofondateur du studio Grapus et de l'association Ne pas plier.
Il a étudié aux beaux-arts de Varsovie dans l'atelier d'Henryk Tomaszewski.